# One on One Backyard Basketball
One on One Backyard Basketball is een videospel voor de platforms Commodore 64. Het spel werd uitgebracht in 1994. MEt het sportspel kan de speler basketbal spelen. Het is geprogrammeerd door David Garner.